# Czerwiszki
Czerwiszki (lit. Červiškės) – wieś na Litwie, w rejonie wileńskim, 8 km na północny wschód od Ławaryszek zamieszkała przez 5 osób.

## Historia
W dwudziestoleciu międzywojennym leżały w Polsce, w województwie wileńskim, w powiecie wileńsko-trockim, do 1 kwietnia 1927 w gminie Bystrzyca, następnie w gminie Mickuny.
Po II wojnie światowej w granicach Związku Sowieckiego. Od 1991 na niepodległej Litwie.